# Alphonsea zeylanica
Alphonsea zeylanica är en kirimojaväxtart som beskrevs av Joseph Dalton Hooker och Thomas Thomson. Alphonsea zeylanica ingår i släktet Alphonsea och familjen kirimojaväxter. Inga underarter finns listade i Catalogue of Life.